# Mycetophila willineri
Mycetophila willineri är en tvåvingeart som beskrevs av Duret 1981. Mycetophila willineri ingår i släktet Mycetophila och familjen svampmyggor. Inga underarter finns listade i Catalogue of Life.